# 三宅綾
三宅 綾（みやけ りょう、1970年12月8日 - ）は、日本のプロレスラー。神奈川県平塚市出身。

## 経歴
中学を卒業後にプロレスラーを志すが、小柄な体格のために新日本プロレスの入門テストを不合格となり、全日本プロレスでは入団オーデションすら受けさせてもらえなかった。
プロレスラーになるチャンスを得るため、全日本プロレスのリングスタッフとして興行に同行していた際、当時全日本プロレスのリングアナウンサーであった仲田龍から「大仁田厚がFMWを旗揚げする」という話を聞き、中学時代の同級生で同じくプロレスラー志望であった上野幸秀を誘ってFMWのオーデションを受け、三宅・上野両者ともにオーデションは落ちるも結果には納得が行かず、大仁田に直談判して練習生として入門し、FMW第1期生となる。同期には上野のほかに、市原昭仁（後のフライングキッド市原）・森重正臣（引退）がいた。
1990年1月17日、熊本県・熊本小国ドームにて覆面レスラー「ザ・シューター2号」として、上野との異種格闘技戦にてデビューする。
その後、ザ・シューター2号とは別に素顔で本名の三宅綾としても活動。同期の上野との対戦は『親友対決』と呼ばれ、旗揚げ直後のFMWの前座戦線を盛り上げた。
その後、団体内部の人間関係の疲れなどからFMWを退団する。団体からの指示でミスター・ポーゴの付き人をしていたが、それが原因で大仁田や後藤からポーゴ派と誤解されてしまい、疎まれるようになり精神的なプレッシャーで体調を崩してしまったことが退団の理由であると、後に自身のブログで告白している。
FMWを退団後、大仁田との確執からFMWを退団した面々が旗揚げしたW★INGに入団。その後、団体がW★INGプロモーションとWMAに分裂した際、沢山のレスラー達と共にW★INGプロモーションに移籍する。なお、FMW退団後に筋肉が萎んでしまったため、FMW関係者から預かっていたステロイドを自ら使い込み、72kg程度まで落ち込んでいた体重を92kgまで戻したという裏事情を、自身のブログで告白しており「3～4ヶ月で体は一気に大きくなり、100kgまでは挙げれなかったが130kgを挙げてしまうパワーが付いた」とその効果を証言していた一方で、三宅は「WING旗揚げ前から、団体内で受けるストレスや経済的な事情でプロテインを購入出来なくなってしまったことや、ステロイドを使い切ったことで結局、元の体型に戻ってしまった」と、効果が一時期に留まったとも書き添えてあった。
W★INGプロモーションでは、杜撰な経営から所属選手が次々と離脱してしまう中、三宅は最後まで残ってW★INGプロモーションが活動停止した後、再出発した際にもフリーとして一部の興行に参戦している。
その後、NOWに入団するが、NOWは短期間で活動を休止。さらにその後、東京プロレスに入団。フリーランスとして参戦していたザ・グレート・カブキと、カブキに師事した大黒坊弁慶によるタッグチーム「幻僧戦士団」に加わり、リングネームを『天一坊一慶』と変え、坊主頭にするなど心機一転を図るが、東京プロレスのオーナーがFFF（インディ統一構想）を表明した後、旗揚げ前に頓挫し所属団体が消滅してしまう。その後「幻僧戦士団」の一員として新東京プロレスやIWA・JAPANを主戦場にして活動するが、カブキの引退や、大黒坊弁慶の大日本プロレスへの移籍などもあり「幻僧戦士団」は解散。以降リングネームを本名に戻し、現在はどこの団体にも所属せずフリーランスの立場となっているが、2009年5月以降は試合を行っていないために、2023年現在はプロレスラーとしてセミリタイヤ状態になっている。
松永光弘との対談では、現在は「犬のブリーダー業」を行っているとのことである。
チゲ鍋を作らせればプロレスラーの中でも5本の指に入るという、腕前の持ち主でもある。

## 上野と三宅
- 同じくFMWで活躍した上野とは幼なじみである。中学生のとき、2人で両国国技館まで新日本プロレスを観に行き、入門を直訴する為に山本小鉄の出待ちをしたが、山本の乗った白いキャデラックを見失ってしまい、入門を断念する。
- その後、大仁田がFMWを旗揚げするという話を聞き、新日本プロレス志望の為、同行するのを渋っていた上野を強引に誘い、FMWのオーデションを受けるが、二人ともオーデションに落ちるも結果に納得がいかず大仁田に直談判し、共に練習生として入門している。
- 上野と三宅は、三宅がFMWを退団した後、両者の交流は無く対戦することも無かったが、1997年7月6日、両国国技館で行われた「WAR」の『革命陽上・5 THE OPEN』にて、「三宅綾VS超電戦士バトレンジャー（上野）」の一騎討ちの試合が組まれ、中学の時、2人で観に行った両国のリングで対戦が実現した[1]。三宅曰く「2人ともガチガチに緊張してしまって、試合自体は塩（しょっぱい内容）だったと思いますね」と語っている。

## 得意技
- サマーソルトドロップ

日本人選手ではマイティ井上と並ぶ数少ないこの技の使い手であった。
- ドロップキック

古典的な正面飛び式のスタイルだった。
- タイガードライバー

若手時代からのフィニッシャー。

## タイトル歴
- IWA世界タッグ王座 - 第9代（パートナーはスティーブ・ウィリアムス）